# Liste der Monuments historiques in Bazouges-la-Pérouse
Die Liste der Monuments historiques in Bazouges-la-Pérouse führt die Monuments historiques in der französischen Stadt Bazouges-la-Pérouse auf.

## Liste der Bauwerke
| Bezeichnung                    | Beschreibung | Standort                   | Kennzeichnung | Schutzstatus | Datum | Bild           |
| ------------------------------ | ------------ | -------------------------- | ------------- | ------------ | ----- | -------------- |
| Château de la Ballue (Schloss) |              | La Ballue (Lage)           | PA00090503    | Inscrit      | 1999  | weitere Bilder |
| Haus                           |              | Rue de l’Église (Lage)     | PA00090504    | Inscrit      | 1930  | weitere Bilder |
| Haus                           |              | Place de la Poterie (Lage) | PA00090505    | Inscrit      | 1934  | weitere Bilder |

## Liste der Objekte
- Monuments historiques (Objekte) in Bazouges-la-Pérouse in der Base Palissy des französischen Kultusministeriums

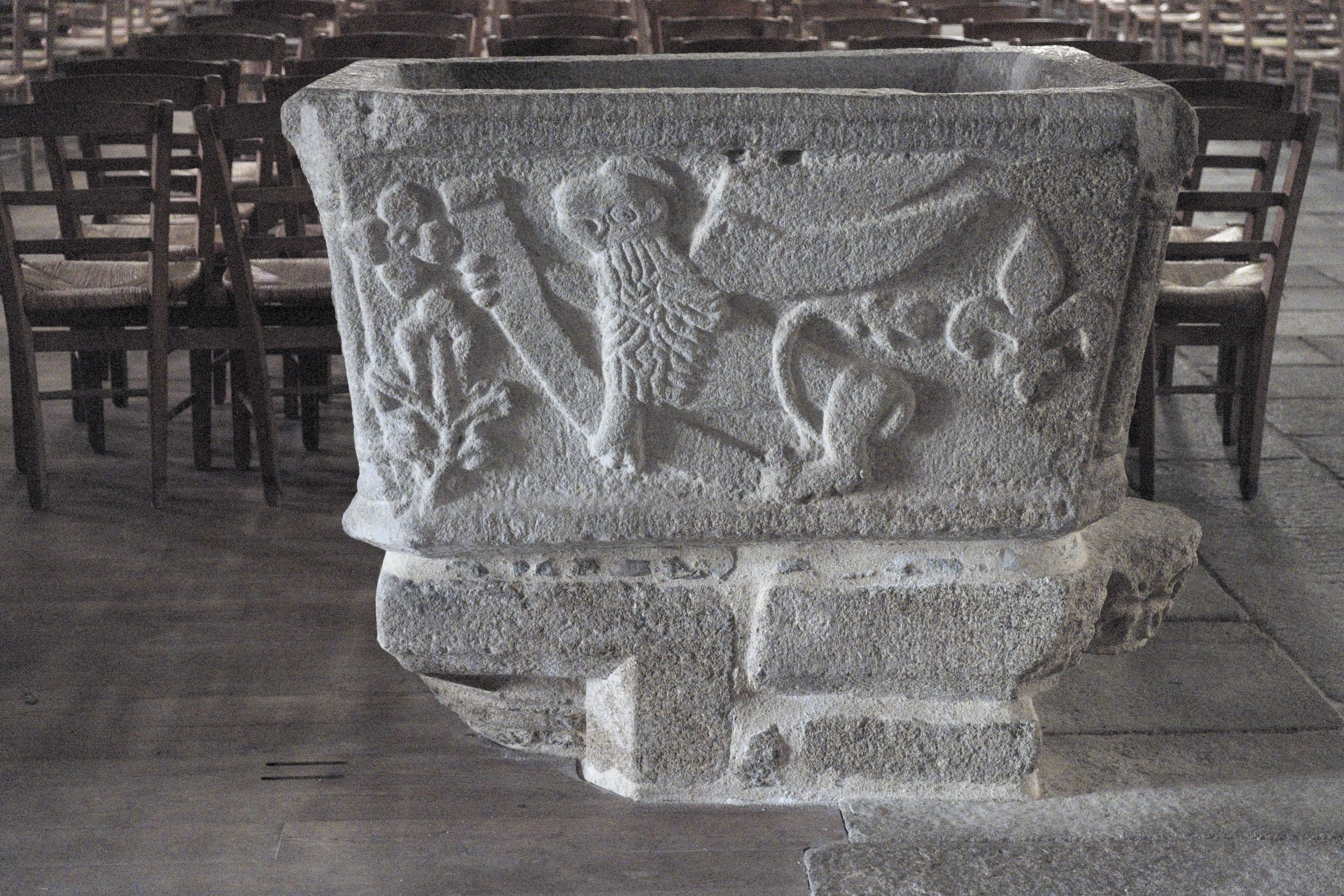
Taufbecken aus dem 15. Jahrhundert
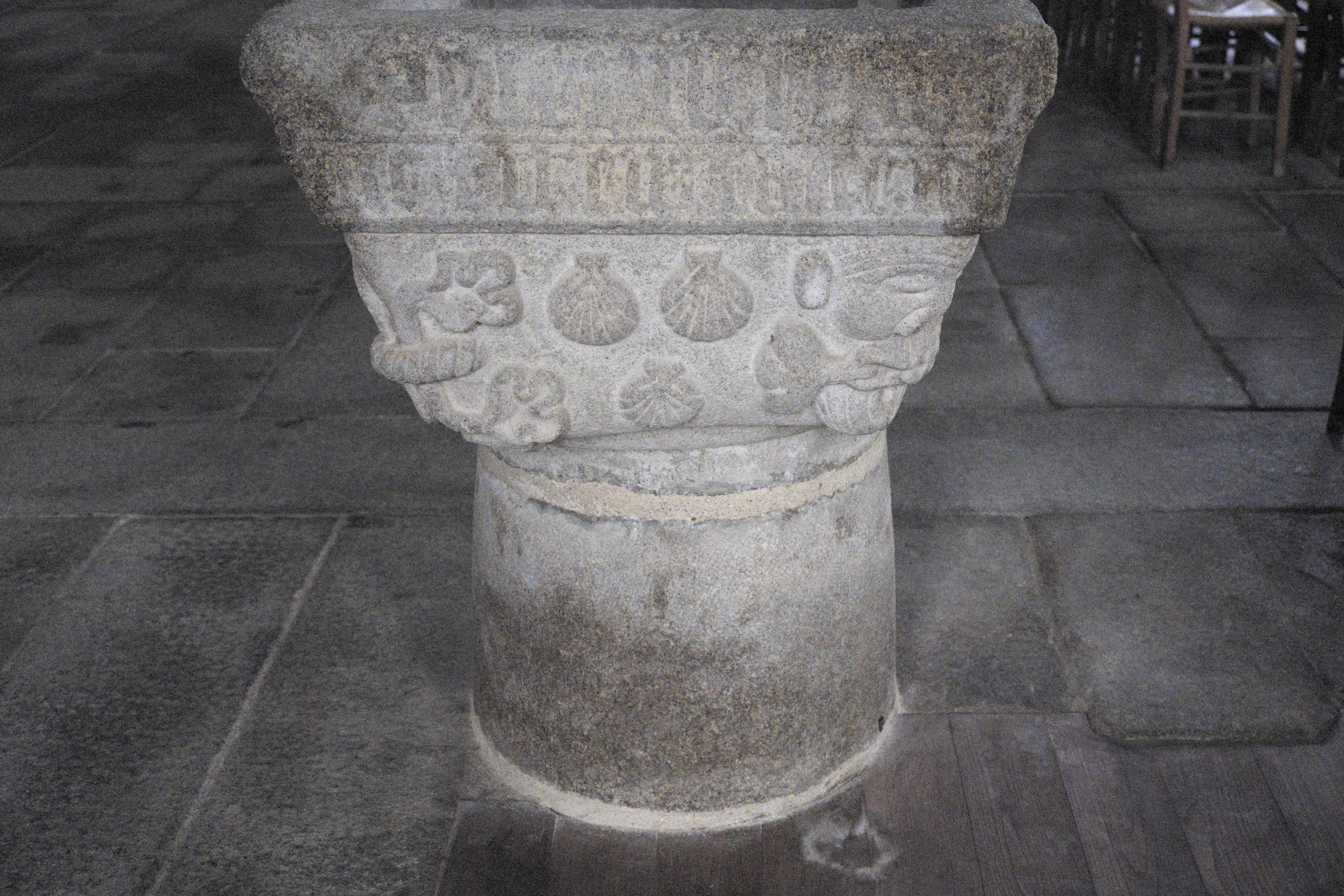
Weihwasserbecken, ursprüngliches Kapitell von 1313
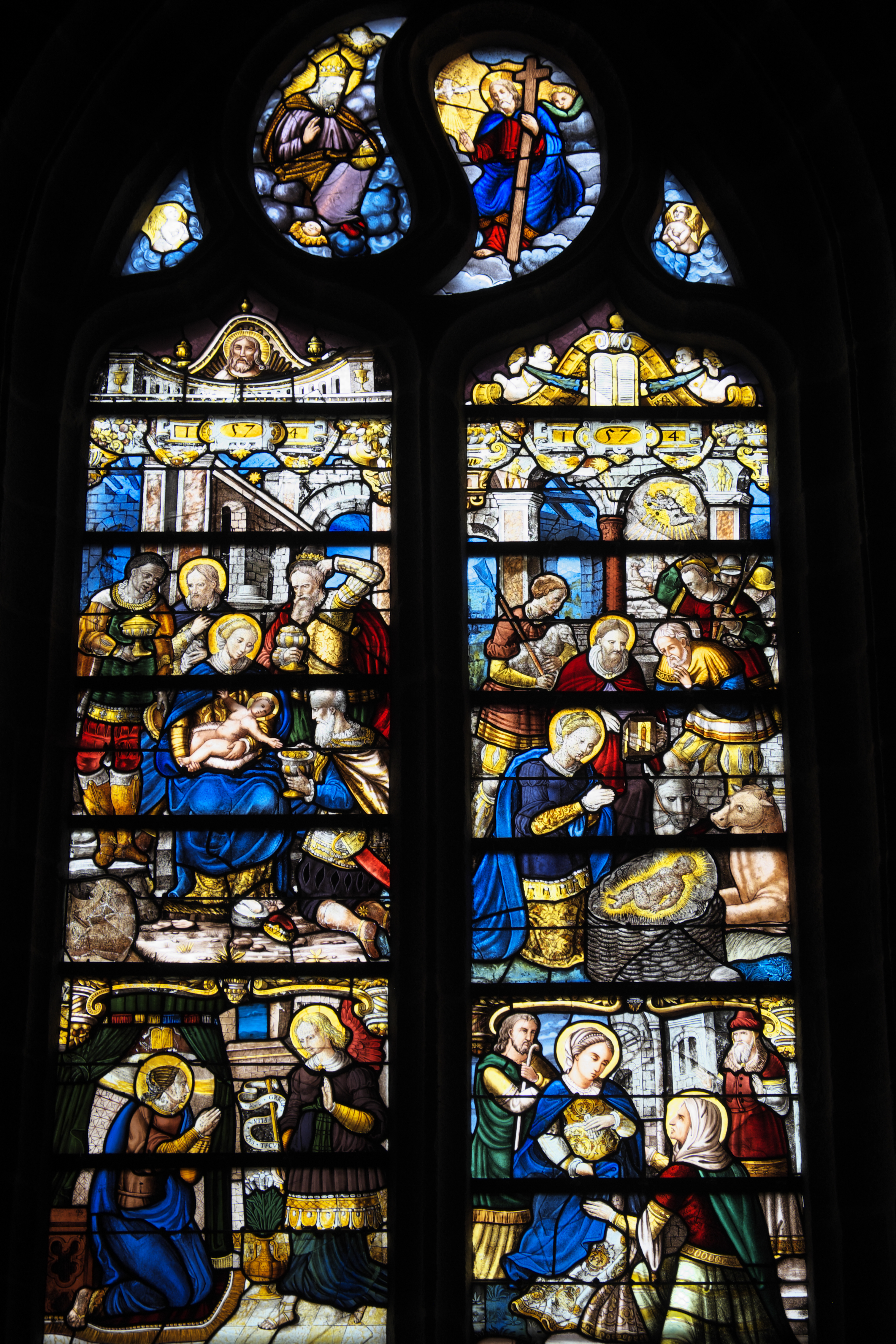
Marienfenster in der Kirche St-Pierre-St-Paul (1573/74)
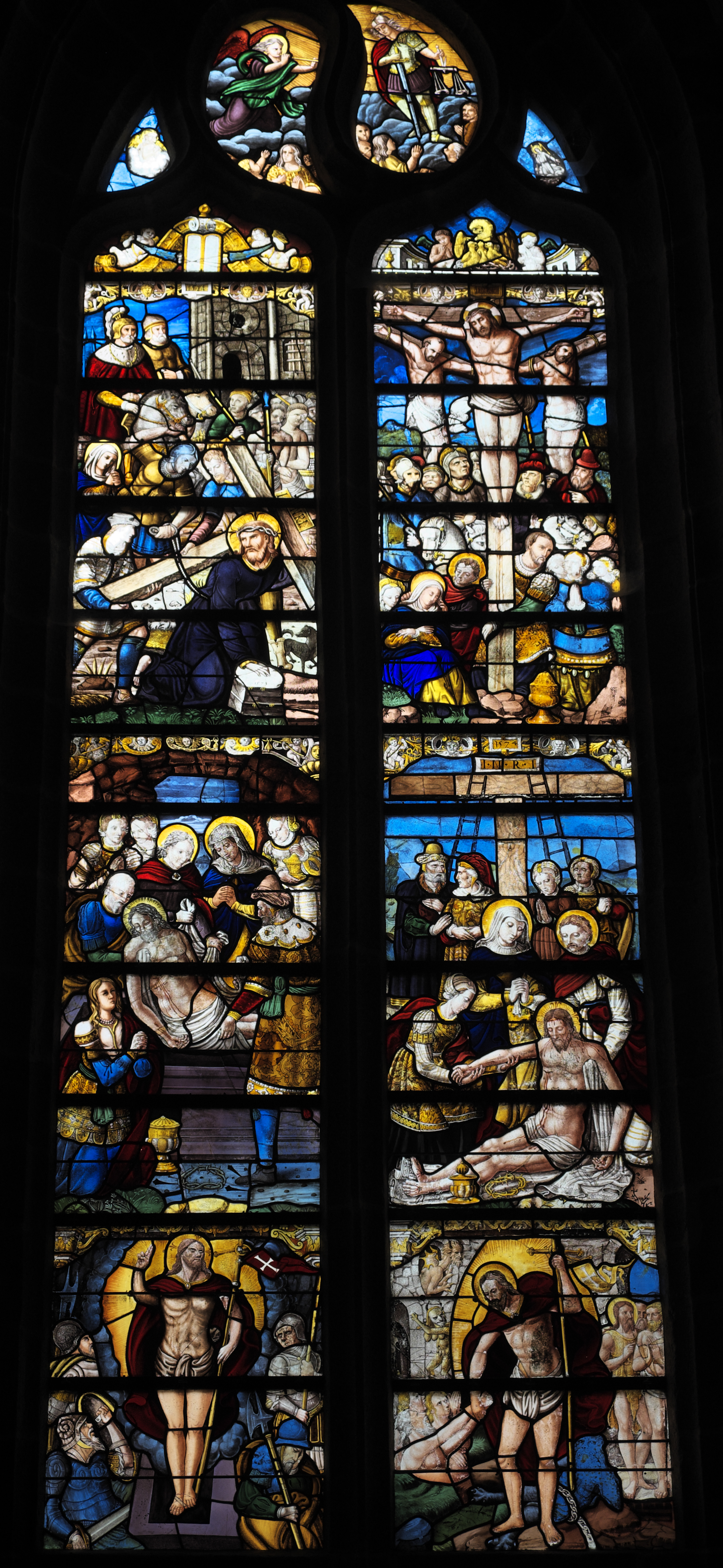
Passionsfenster in der Kirche St-Pierre-St-Paul (1573/74)